# Ош (аеропорт)
Міжнаро́дний аеропо́рт «Ош» (IATA: OSS, ICAO: UCFO) — аеропорт міста Ош, Ошської області в Киргизстані. Розташований на 9 кілометрів на північ від міста.
Побудований аеропорт у 1962 році. Аеродром належить до класу "Г" (МАК) і "4D" (ІКАО), може приймати літаки Іл-76 (до 163 тонн), Аеробус А-310, Боїнг-737, Ту-154, Ту-134, Ан-24, Як-40 та інші більш легкі та вертольоти будь-якого класу.
Від міста до аеропорту можна доїхати маршрутним автобусом № 107

## Авіалінії та напрямки
| Авіакомпанія            | Пункт призначення |
| ----------------------- | --- |
| Aeroflot                | Москва-Шереметьєво |
| Air Kyrgyzstan          | Абакан, Бішкек, Красноярськ-Ємельяново, Сургут |
| Air Manas               | Бішкек, Душанбе, Красноярськ-Ємельяново |
| Avia Traffic Company    | Бішкек, Іркутськ, Красноярськ-Ємельяново, Москва-Домодєдово, Москва-Жуковський, Новосибірськ, Ст Петербург, Сургут, Єкатеринбург                               |
| China Southern Airlines | Урумчі |
| Qazaq Air               | Алмати |
| S7 Airlines             | Москва-Домодєдово, Новосибірськ |
| TezJet Airlines         | Бішкек |
| Ural Airlines           | Анапа, Челябінськ, Казань, Краснодар, Москва-Домодєдово, Москва-Жуковський, Нижньовартовськ, Нижній Новгород, Самара, Сочі, Ст Петербург, Тюмень, Єкатеринбург |